# Турбореактивний двигун

Схема ТРД

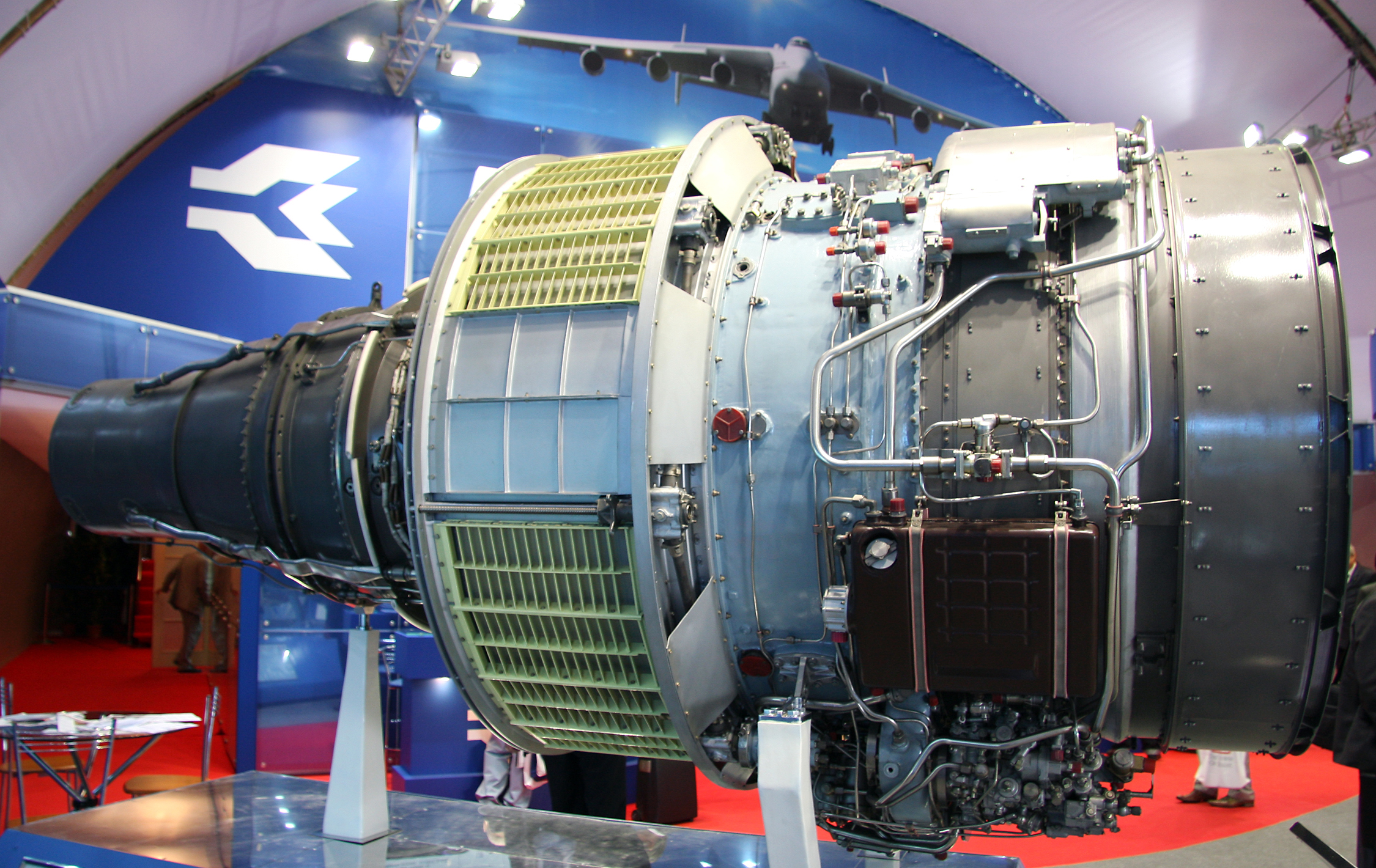
ТРД Д-436-148 на виставці МАКС-2009

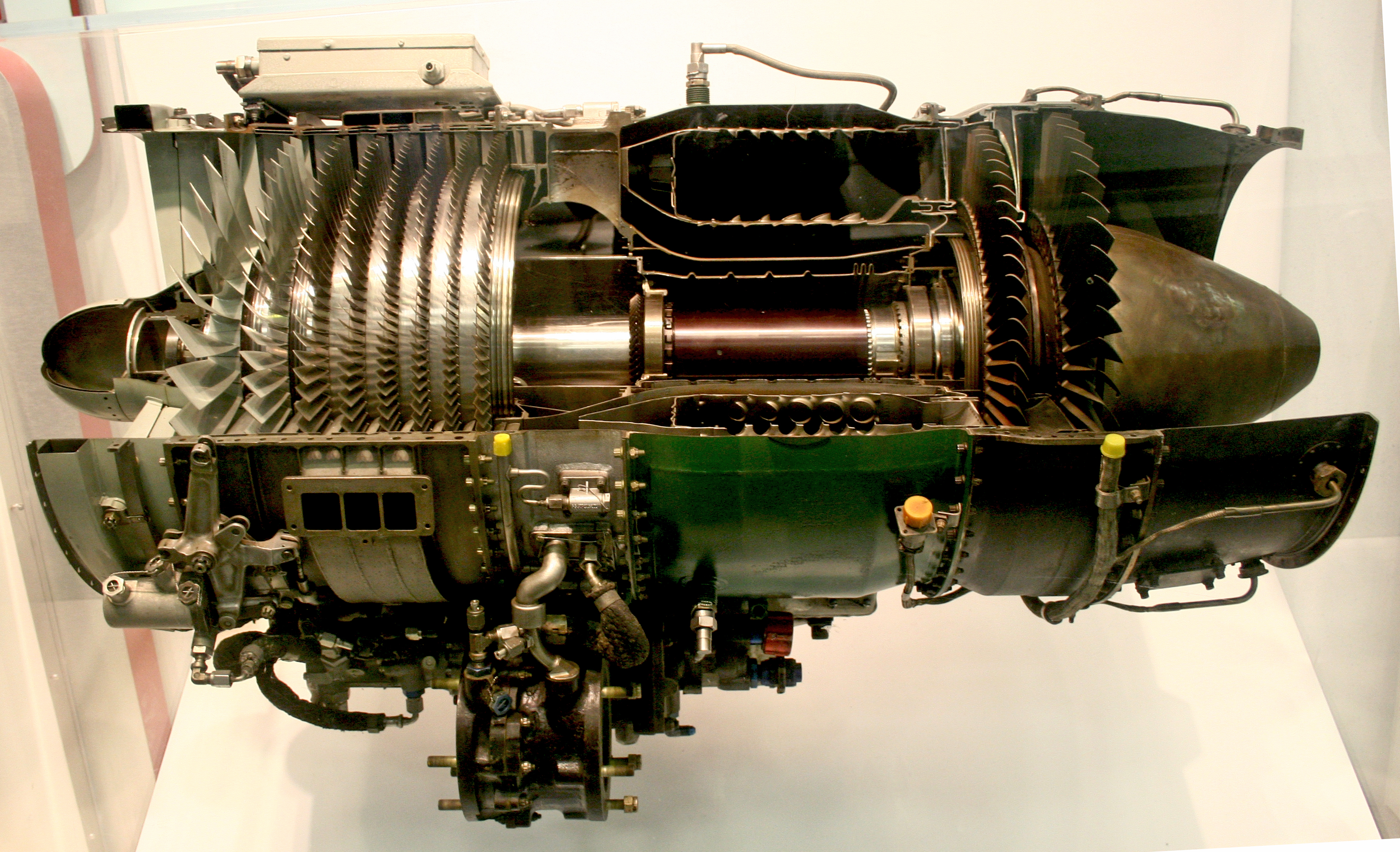
ТРД J85 компанії General Electric має 8 ступенів компресора та 2 ступеня турбіни

Турбореактивний двигун (ТРД, англ. turbojet engine) — повітряно-реактивний двигун, в якому тяга створюється струменем газів, що витікають з реактивного сопла. ТРД застосовуються на надзвукових літаках, як маршеві двигуни, або, як підіймальні двигуни на літаках вертикального зльоту і посадки.

## Принцип роботи
Атмосферне повітря, що надходить в ТРД при польоті, стискається в повітрозабірнику і далі в турбокомпресорі, розміщеному в тракті ТРД між вхідним соплом та камерою згоряння. Стиснуте повітря подається в камеру згорання, в яку також упорскується рідке хімічне паливо (зазвичай авіаційний гас). Гази, що утворились при згоранні, частково розширюються в турбіні, що обертає компресор; остаточне розширення газів відбувається в реактивному соплі. Тяга ТРД може бути значно збільшена (приблизно на 30—40%) завдяки додатковому спалюванню палива в камері форсажу, що розташовується між турбіною і реактивним соплом.
Компресор приводиться у рух турбіною, змонтованою на валу двигуна, що працює на робочому тілі, нагрітому в камері згоряння. У вхідному пристрої відбувається зростання статичного тиску повітря за рахунок гальмування повітряного потоку. У компресорі відбувається зростання повного тиску повітря внаслідок здійснюваної компресором механічної роботи. У камері згоряння відбувається нагрівання робочого тіла. Частина енергії робочого тіла забирається турбіною. У реактивному соплі формується реактивний струмінь.
Пуск двигуна відбувається розкручуванням вхідного компресора від зовнішніх акумуляторних батарей.
Для збільшення діапазону стійкої роботи компресора ТРД можуть виконуватись за двовальною (двокаскадною) схемою, при якій турбокомпресор складається з двох механічно незв'язаних послідовних каскадів. Кожен з каскадів працює зі своєю швидкістю обертання і приводиться в рух своїм каскадом турбіни, яку також роблять двокаскадною. При цьому вал 1-го каскаду компресора (низького тиску), що обертається останнім (з найнижчими оборотами) каскадом турбіни, проходить всередині порожнього вала компресора другого каскаду (високого тиску). Каскади двигуна також називають роторами низького і високого тиску. Така схема дозволяє отримати вхідний потік більшого тиску та кращий відбір потужності на виході.
Ступінь підвищення повного тиску в компресорі є одним з найважливіших параметрів ТРД, оскільки від нього залежить ефективний ККД двигуна. Якщо у перших зразків ТРД (Jumo-004) цей показник становив 3, то у сучасних він досягає 40 (General Electric GE90).
При підвищенні швидкості польоту тиск у камері згоряння і витрата робочого тіла ростуть внаслідок зростання напору зустрічного потоку повітря, який загальмовується у вхідному пристрої (так само, як у прямоточного ПРД) і надходить на вхід нижчого каскаду компресора під тиском більшим, ніж атмосферний, при цьому підвищується і тяга двигуна. Зростання надходження повітря також потребує збільшення витрат пального, що призводить до підвищення температури двигуна. В перших моделях ТРД температурна робочого тіла становила близько 1000 °C, в сучасних двигунах вона сягає 2000 °C і забезпечується використанням жаростійких матеріалів лопаток турбіни.
Збільшення тиску вхідного потоку призводить до нагрівання вхідного повітря, що, в свою чергу, негативно позначається на ККД двигуна. Робота турбокомпресора в таких умовах стає неефективною. Як наслідок, ТРД використовують на швидкостях до 2,5 — 3 М (М — число Маха). Для більших швидкостей використовують прямоточні ПРД.

## Засоби підвищення ККД та потужності

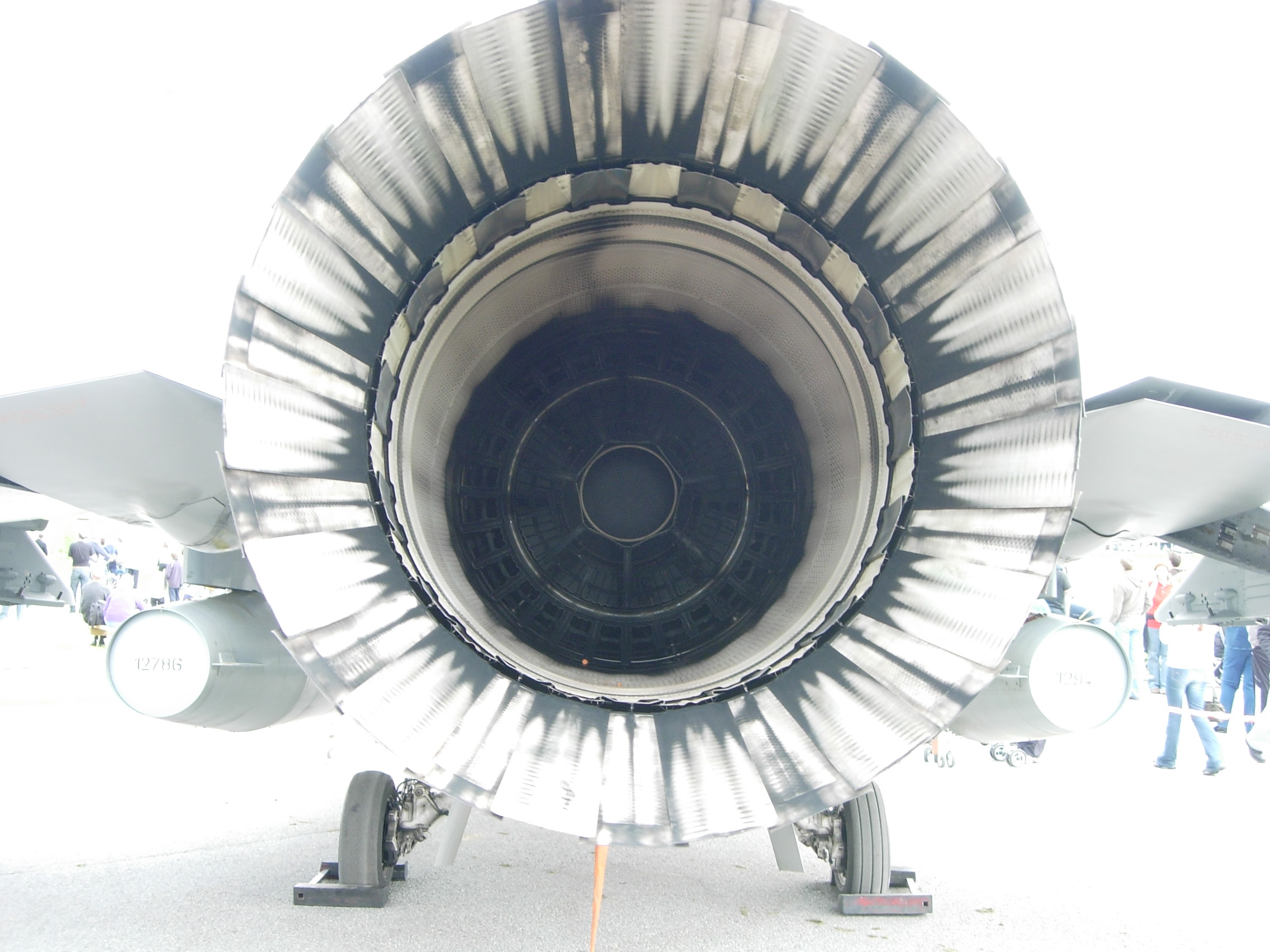
Кероване сопло з відкритими стулками

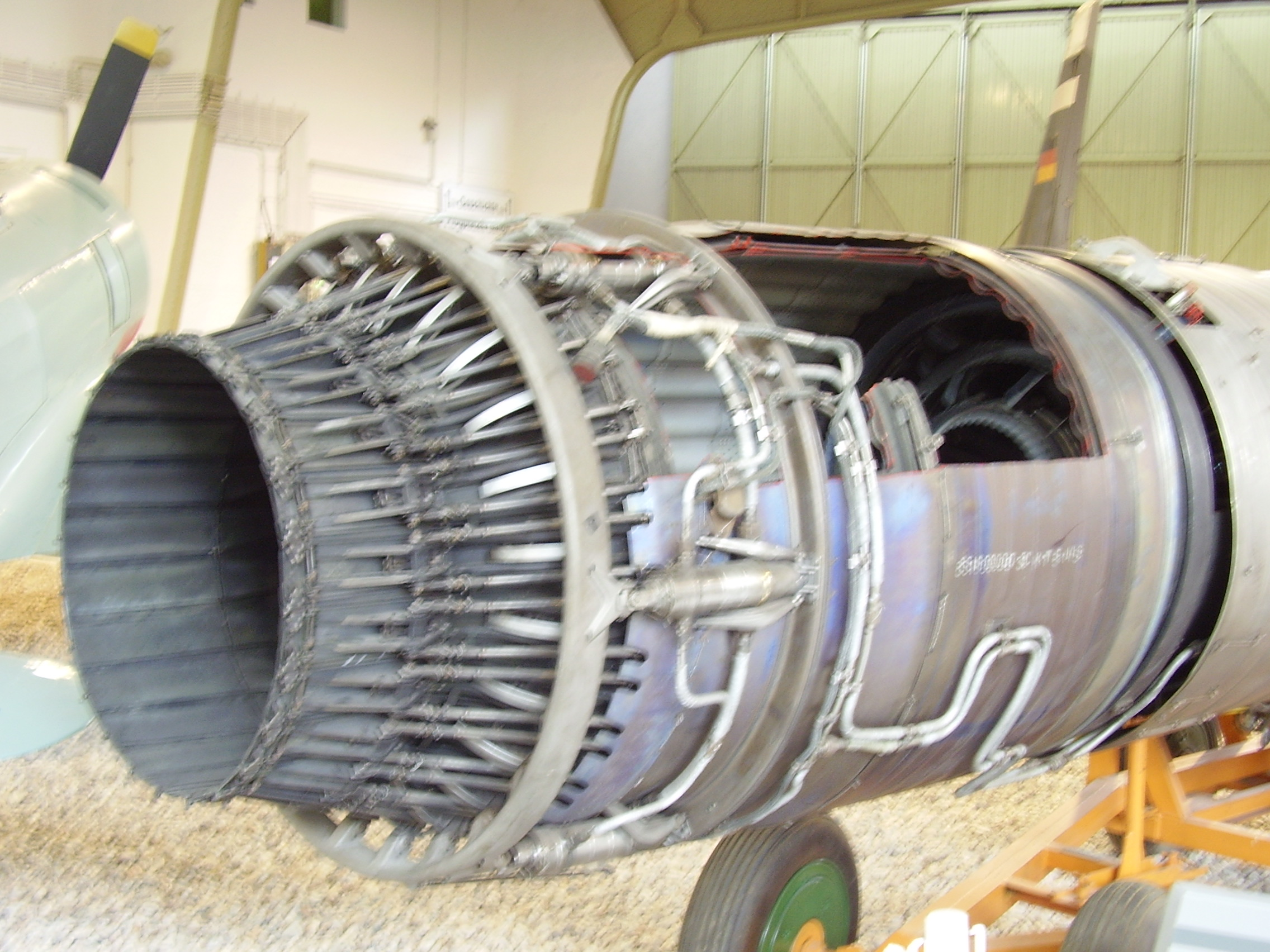
Кероване сопло з закритими стулками

### Керовані сопла
ТРД надзвукових літаків обладнуються керованими соплами. Ці сопла виконані з поздовжніх елементів, що називаються стулками, рухомих відносно одна одної і приводяться в рух спеціальним приводом. Кероване сопло дозволяє за командою пілота чи автоматичної системи управління двигуном змінювати геометрію сопла, при цьому змінюються розміри критичного (найвужчого) і вихідного перерізів сопла, що дозволяє оптимізувати роботу двигуна на різних швидкостях.
Спеціальні поворотні сопла на деяких двигунах також дозволяють відхиляти вихідний із сопла потік відносно осі двигуна. Відхилення вектора тяги призводить до додаткових втрат тяги двигуном внаслідок виконання додаткової роботи з повороту потоку і ускладнюють управління літаком. Але ці недоліки повністю компенсуються значним підвищенням маневровості і скороченням пробігу літака при посадці, при вертикальному зльоті і посадці. Керовані сопла використовуються виключно у військовій авіації.

### Форсажна камера

Схема двоконтурного ТРД

Хоча в ТРД існує надлишок кисню в камері згорання, цей надлишок не вдається використати безпосередньо — збільшенням використання палива в камері — через обмеження температури робочого тіла, що потрапляє на турбіну. Але цей надлишок використовується у двигунах з форсажною камерою, яка розміщена між турбіною і соплом. В режимі форсажу в цій камері спалюється додаткове паливо, внутрішня енергія робочого тіла перед розширенням у соплі підвищується, внаслідок чого швидкість його виходу крізь сопло і тяга двигуна зростає. В деяких випадках тяга збільшується більш ніж в 1,5 рази. При форсажі значно зростає використання палива, ТРД з форсажною камерою практично не використовуються у комерційній авіації, крім літаків Ту-144 і Конкорд, польоти яких уже припинилися, але використовується у військовій авіації при польотах на великих швидкостях.

### Двоконтурні двигуни
Двоконтурний турбореактивний двигун (ТРДД) має конструкцією, що дозволяє переміщати додаткові маси повітря, яке проходить крізь зовнішній контур двигуна. Така конструкція забезпечує вищий, порівняно зі звичайним ТРД, польотний ККД. Першим концепцію ТРДД в авіадвигунобудуванні запропонував український конструктор авіадвигунів Архип Люлька. На основі дослідів, що проводилися з 1937 року, А. М. Люлька подав заявку на винахід двоконтурного ТРД (авторське свідоцтво вручили 22 квітня 1941 року).
Пройшовши крізь вхідний пристрій, повітря потрапляє у компресор низького тиску, що називають вентилятором. Після вентилятора повітря розділяється на два потоки. Частина повітря надходить у зовнішній контур і, обходячи камеру згорання, формує у соплі реактивний струмінь. Інша частина повітря проходить крізь внутрішній контур, повністю ідентичний з ТРД.
Одним з найважливіших параметрів ТРДД є ступінь двоконтурності, тобто відношення використання повітря у зовнішньому контурі до використання повітря у внутрішньому контурі. {\displaystyle m=G2/G1}, де {\displaystyle G1} і {\displaystyle G2} — використання повітря у зовнішньому і внутрішньому контурі відповідно. Внаслідок зростання використання повітря у двигуні зростає площа фронтального перерізу, що призводить до зростання його лобового опору і маси. Іншими словами, чим вищий ступінь двоконтурності — тим більшого діаметра двигун при інших рівних умовах.
ТРДД поділяються на ТРДД зі змішуванням потоків за турбіною і без змішування. В ТРДД зі змішуванням потоків потоки повітря (ТРДДзм) із зовнішнього і внутрішнього контуру надходять в єдину камеру змішування. В камері змішування ці потоки змішуються і виходять з двигуна крізь єдине сопло з єдиною температурою. ТРДДзм ефективніші, однак наявність камери змішування збільшує габарити і масу двигуна.
ТРДД як і ТРД можуть бути оснащені керованими соплами і форсажними камерами. Зазвичай ТРДДзм з малими ступенями двоконтурності використовують на надзвукових військових літаках.
ТРДДФ мають нижчий ступінь двоконтурності, ніж ТРДД для цивільної авіації. Прикладом може слугувати двигун АІ-222-25Ф що використовується на китайському літаку L-15.

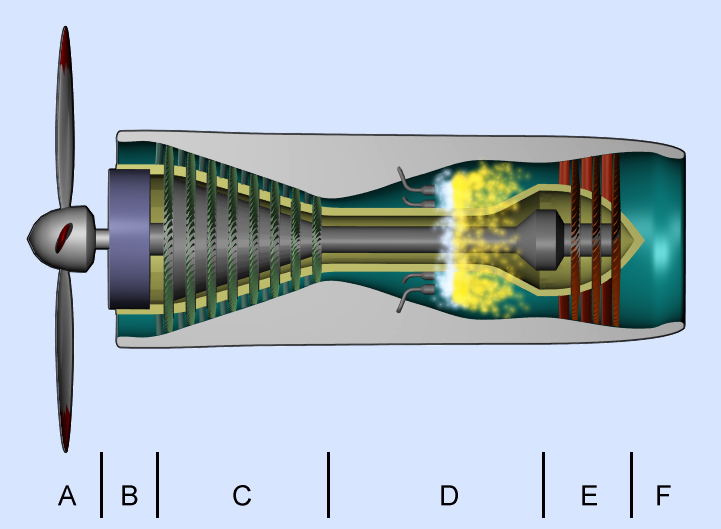
Схема турбовентиляторного двигуна

### Турбовентиляторний двигун
ТРДД з високим ступенем двоконтурності виконуються, переважно, без камери змішування. Внаслідок великого вхідного діаметра таких двигунів їхнє сопло зовнішнього контуру досить часто роблять укороченим для зниження маси.
Можна сказати що з 1960-х років і донині в авіадвигунобудуванні — ера ТРДД. ТРДД різних типів є найпоширенішим класом повітряно-реактивних двигунів, що використовуються на літаках, від високошвидкісних винищувачів-перехоплювачів з малим ступенем двоконтурності до велетенських комерційних і військово-транспортних літаків з ТРДД з високим ступенем двоконтурності.

### Турбовальний двигун
Турбовальний двигун є турбореактивним двигуном у якому потужність, що розвивається додатковим каскадом турбін, передається на вал відбору потужності, найчастіше через редуктор.
Так між валом турбіни, компресора і валом відбору потужності немає механічного зв'язку, а лише газодинамічний, турбовальні двигуни зараховують до ПРД непрямої реакції. Ці двигуни не реактивні, реакція вихлопу турбіни є не більшою за 10% його загальної тяги, однак традиційно їх зараховують до повітряно-реактивних двигунів.
Найчастіше використовується для приводу гвинта гелікоптерів.
До 70-80-х років XX століття ТРД з малим ступенем двоконтурності активно використовувались для військових та комерційних літаків. Нині найпопулярнішими стали економніші двоконтурні ТРД (ТРДД).

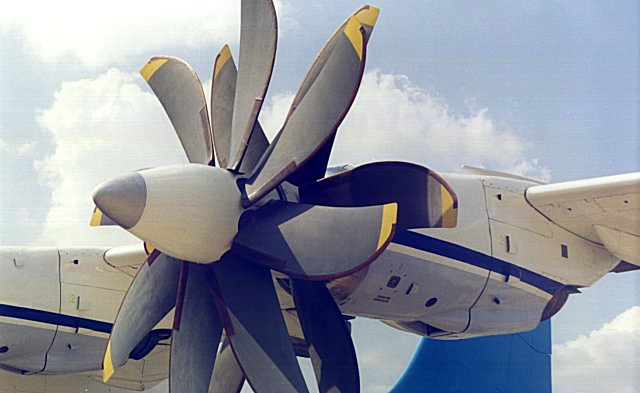
Гвинтовентиляторний двигун Ан-70

### Гвинтовентиляторний двигун
Для покращення характеристик експлуатації ТВД використовують спеціальні багатолопатеві стрілоподібні гвинти зі змінюваним кроком гвинта, з одним або двома рядами лопатей. На такі гвинти припадає більше навантаження на площу обдування при зменшеному діаметрі гвинта, але зберігається досить високий ККД 0,8-0,85. Такі гвинти називаються гвинтовинтеляторними (ГВ), а двигуни — турбогвинтовинтеляторними (ТВД) з відкритим гвинтовинтелятором.
Нині відомий лише один серійний зразок двигуна цього типу — Д-27 (виробляється в Запоріжжі, Україна), Використовується на літаку Як-44 з крейсерською швидкістю польоту 670 км/год і на Ан-70 з крейсерською швидкістю 750 км/год.
У двигуна Д-27 потік холодного повітря створюється двома співвісними, які обертаються в протилежні сторони, багатолопатевими шаблеподібними гвинтами, які приводяться в рух від вільної чотириступеневої турбіни, турбовального двигуна. Потужність передається гвинтам через редуктор.